# Labuh Baru Timur
Labuh Baru Timur is een bestuurslaag in het regentschap Pekanbaru van de provincie Riau, Indonesië. Labuh Baru Timur telt 25.534 inwoners (volkstelling 2010).